# مجموعة شرق إفريقيا
مجموعة شرق إفريقيا (بالإنجليزية: East African Community، واختصارا EAC)‏ هي منظمة حكومية دولية إقليمية تضم سبعة دول واقعة في منطقة البحيرات الكبرى في شرق إفريقيا وهي: بوروندي وكينيا ورواندا وجنوب السودان وتنزانيا وأوغندا وجمهورية الكونغو، يقع المقر الرئيس لمجموعة دول شرق إفريقيا في مدينة أروشا في تنزانيا. تأسست المنظمة عام 1967 وحلت عام 1977 وأعيد تأسيسها في 7 يوليو 2000. الرئيس الحالي للمجموعة هو رئيس كينيا أوهورو كينياتا.
يبلغ عدد سكان دول مجموعة شرق إفريقيا 177 مليون مواطن أكثر من 22٪ منهم من سكان الحضر وتبلغ المساحة الكلية للمجموعة 2.5 مليون كيلومتر مربع بإجمالي ناتج محلي إجمالي قدره 193 مليار دولار أمريكي (إحصائيات عام 2019)، لذا فهي تحمل أهمية إستراتيجية وجيوسياسية كبيرة وآفاق لتوسيع وتنشيط مجموعة شرق إفريقيا.
في عام 2008 بعد مفاوضات مع مجموعة التنمية للجنوب الإفريقي والسوق المشتركة لشرق وجنوب إفريقيا وافقت مجموعة شرق إفريقيا على توسيع منطقة التجارة الحرة لتشمل الدول الأعضاء في جميع المنظمات الثلاث. مجموعة دول شرق إفريقيا هي جزء لا يتجزأ من المجموعة الاقتصادية الإفريقية.
تعتبر مجموعة شرق إفريقيا مقدمة محتملة لتأسيس اتحاد شرق إفريقيا وهو اتحاد مقترح لأعضائه لتشكيل دولة واحدة ذات سيادة. في عام 2010 أطلقت مجموعة شرق إفريقيا سوقها المشترك للسلع والعمالة ورأس المال داخل المنطقة بهدف إنشاء عملة مشتركة وفي النهاية اتحاد سياسي كامل. في عام 2013 تم التوقيع على بروتوكول يحدد خطط إطلاق اتحاد نقدي في غضون 10 سنوات. في سبتمبر 2018 شكلت لجنة لبدء عملية صياغة دستور إقليمي.

## الدول الأعضاء
- كينيا: 2001
- تانزانيا: 2001
- أوغندا: 2001
- بوروندي: 2007
- رواندا: 2007
- جنوب السودان: 2016
- جمهورية الكونغو الديمقراطية: 2022[10]
- الصومال: 2023

## التاريخ
كان أول تأسيس للمجموعة في 1967 ثم حل سنة 1977، وبعد ذلك أسس ثانية في 7 يوليو 2000 من قبل كينيا وتنزانيا وأوغندا الذين إنضموا رسميا سنة 2001، وبمناسبة القمة الثامنة للإتحاد في 30 نوفمبر 2006، قبلت المجموعة إنضمام بلدين إثنين لهما وهما بوروندي ورواندا، وكانا قد إنضما رسميا في 18 يونيو 2007.

### التوسع

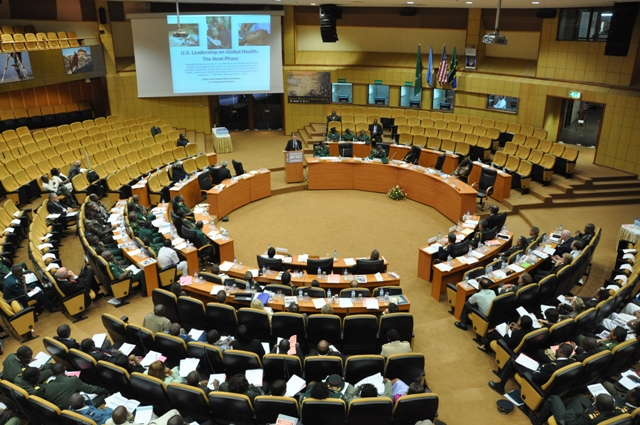
المجلس التشريعي لمجموعة شرق إفريقيا

تانزانيا تدعم توسع مجموعة شرق إفريقيا. وفي سنة 2010، قامت السلطات التنزانية بالإعراب عن رغبتها في إستدعاء كل من مالاوي وجمهورية الكونغو الديمقراطية وزامبيا للدخول في المجموعة، لكن وزير الخارجية المالاوي، إيتا باندا قال أنه لا يوجد مفاوضات رسمية بشأن إقتراح إنضمام مالاوي إلى المجموعة.

و من جهة أخرى قام رؤساء كينيا ورواندا بإستدعاء حكومة جنوب السودان للتقدم بطلب العضوية في المجموعة بعد استقلال البلاد في يوليو 2011.

و اقترح محللون ومختصون بأن تقوم الدول بمجهودات إضافية قبل توحيد البلدان في قطاعات النقل الحديدي والنقل بخطوط أنابيب البترول في كينيا وأوغندا.

و بهذا لن يكون هناك حاجة لإنضمام السودان خاصة بعد التوسع جنوبا. في حين قالت رويترز أن جنوب السودان هي المرشح المقبل الأوفر حظا بأن يكون عضوا في المجموعة. وقُبِلت عضوية جنوب السودان بالمنظمة في نهاية المطاف خلال مارس عام 2016، ووقعت جنوب السودان على معاهدة الانضمام في أبريل من نفس العام.

## القادة

### رئيس
- 2013-2012 يوويري موسيفيني
- 2015-2013 أوهورو كينياتا
- 2017-2015 جون ماجوفولي
- 2019-2017 يوري موسيفيني
- 2021-2019 بول كاغامه
- 2021 حتى الوقت الحاضر أوهورو كينياتا

### الأمناء العامون
- 2001-2000 فرانسيس موثورا [الإنجليزية]
- 2006-2001 أمانيا موشيجا [الإنجليزية]
- 2011-2006 جوما مواباتشو [الإنجليزية]
- 2016-2011 ريتشارد سيزيبيرا [الإنجليزية]
- 2021-2016 ليبرات مفوموكيكو [الإنجليزية]
- 2021 حتى الآن بيتر ماتوكي [الإنجليزية]

## روابط خارجية
- الموقع الرسمي